# Logol (Volk)
Die Logol leben in den Nubabergen in Sudan und gehören zu denjenigen schwarzafrikanischen Völkern, welche unter der Bezeichnung „Nuba“ zusammengefasst werden.
Die Logol gehören traditionellen Religionen an. Ihre Bevölkerungszahl liegt bei 7.811 (Stand 2000). Ihre Sprache wird ebenfalls Logol genannt und gehört zur Heiban-Untergruppe der kordofanischen Sprachen.